# Billboard Latin Music Awards 2005
Prix Billboard de musique latine 2005
(finalistes et gagnants, par ordre alphabétique des artistes)
Les gagnants apparaissent en gras

## Titre Latino de l'année
- "Me Dedique A Perderte" Alejandro Fernandez (Sony Discos)
- "Nada Valgo Sin Tu Amor" Juanes (Surco/Universal Latino)
- "Te Quise Tanto" Paulina Rubio (Universal Latino)
- "Mas Que Tu Amigo" Marco Antonio Solís (Fonovisa)

## Titre Latino de l'année, Duo
- "Corazon Encadenado" Graciela Beltran With Conjunto Primavera (Univision)
- "Si La Ves" Franco De Vita With Sin Bandera (Sony Discos)
- "Sabanas Frias" Maná & Ruben Blades (Warner Latina)
- "Duele El Amor" Aleks Syntek With Ana Torroja (EMI Latin)

## Artistes Latino de l'année
- Juanes (Surco/Universal Latino)
- Grupo Montez de Durango (Disa)[1].
- Paulina Rubio (Universal Latino)
- Marco Antonio Solís (Fonovisa)

## Compositeur  de l'année
- Fato
- Leonel García
- Rudy Perez
- Marco Antonio Solís

## Producteur  de l'année
- Aureo Baqueiro
- Estefano
- Rudy Perez
- Jose Luis Terrazas

## Album Pop de l'année, Masculin
- "Amar Sin Mentiras" Marc Anthony (Sony Discos)
- "A Corazon Abierto" Alejandro Fernandez (Sony Discos)
- "Mi Sangre" Juanes (Surco/Universal Latino)
- "Razon De Sobra" Marco Antonio Solís (Fonovisa/UG)

## Album Pop de l'année, Féminin
- "Seduccion" Jennifer Pena (Univision/UG)
- "Pau-Latina" Paulina Rubio (Universal Latino)
- "Como Nace El Universo" Gloria Trevi (Sony Discos)
- "Si" Julieta Venegas (Ariola/BMG Latin)

## Album Pop de l'année, Duo ou Groupe
- "Lagrimas Negras" Bebo & Cigala (Calle 54/Bluebird/RCA Victor)
- "Roots" Gipsy Kings (Nonesuch/Warner Bros.)
- "La Oreja De Van Gogh En Directo" La Oreja De Van Gogh (Sony Discos)
- "Fuego" A.B. Quintanilla III Presents Kumbia Kings (EMI Latin)

## Album Pop de l'année, Révélation
- "Lagrimas Negras" Bebo & Cigala (Calle 54/Bluebird/RCA Victor)
- "Mundo Lite" Aleks Syntek (EMI Latin)
- "Fantasia O Realidad" Alex Ubago (Warner Latina)
- "Si" Julieta Venegas (Ariola/BMG Latin)

## Album Latino  de l'année
- Marc Anthony (Sony Discos)
- Juanes (Surco/Universal Latino)
- Marco Antonio Solís (Fonovisa/UG)
- Los Temerarios (Fonovisa/UG)

## Album  Rock Alternatif de l'année
- "Lipstick" Alejandra Guzmán (RCA/BMG Latin)
- "Con Todo Respeto" Molotov (Surco/Universal Latino)
- "Street Signs" Ozomatli (Concord Picante/Concord)
- "Como Me Acuerdo" Robi Draco Rosa (Sony Discos)

## Album Tropical masculin de l'année
- "Valio La Pena" Marc Anthony (Sony Discos)
- "Para Ti" Juan Luis Guerra (Vene/Universal Latino)
- "Travesia" Victor Manuelle (Sony Discos)
- "El Rock De Mi Pueblo" Carlos Vives (EMI Latin)

## Album Tropical féminin de l'année
- "Albita Llego" Albita (Angels Dawn)
- "Dios Disfrute A La Reina" Celia Cruz (Universal Latino)
- "Salsa Divas" Celia Cruz & La India (Sony Discos)
- "Flor De Amor" Omara Portuondo (World Circuit/Nonesuch/Warner Bros.)

## Album Tropical de l'année, Duo ou Groupe
- "Love & Hate" Aventura (Premium Latin)
- "Aqui Estamos Y De Verdad" El Gran Combo De Puerto Rico (Sony Discos)
- "Hasta El Fin" Monchy y Alexandra (J&N/Sony Discos)
- "Across 110th Street" Spanish Harlem Orchestra (Libertad/Red Ink)

## Album Tropical de l'année, Révélation
- "Make Way" Nueva Era (Ole)
- "Creciendo" Son De Cali (Univision/UG)
- "Recordando Los Terricolas" Michael Stevan (Fonovisa/UG)

## Album Mexicain de l'année, masculin
- "Mi Homenaje Gigante A La Musica Nortena" Don Francisco (Univision/UG)
- "Mexico En La Piel" Luis Miguel (Warner Latina)
- "Con Mis Propias Manos" Lupillo Rivera (Univision/UG)
- "Amor Y Lagrimas" Adan Chalino Sanchez (Moon/Costarola/Sony Discos)

## Album mexicain masculin de l'année
- "Za Za Za" Grupo Climax (Musart/Balboa)
- "En Vivo Desde Chicago" Grupo Montez de Durango (Disa) Groupe de Pasito duranguense établi à Chicago.
- "Veintisiete" Los Temerarios (Fonovisa/UG)
- "Pacto De Sangre" Los Tigres Del Norte (Fonovisa/UG)

## Album mexicain féminin de l'année
- "Una Mujer, Un Sueno" Ana Barbara (Fonovisa/UG)
- "Locos De Amor" Los Horoscopos De Durango (Procan/Disa)
- "Dejenme Llorar" Yolanda Perez (Fonovisa/UG)
- "Cuando El Corazon Se Cruza" Alicia Villarreal (Universal Latino)

## Album mexicain de l'année, Révélation
- "A Cambio De Que?" Alacranes Musical (Univision/UG)
- "Za Za Za" Grupo Climax (Musart/Balboa)
- "Locos De Amor" Los Horoscopos De Durango (Procan/Disa)
- "Pensando En Ti" K-Paz De La Sierra (Univision/UG)

## Best-of de l'année
- "Tesoros De Coleccion" Vicente Fernandez (Sony Discos)
- "Dos Grandes" Marco Antonio Solis & Joan Sebastian (Fonovisa/UG)
- "La Historia Continua?" Marco Antonio Solís (Fonovisa/UG)
- "Greatest Hits" Thalía (EMI Latin)

## Compilation de l'année
- "Agarron Duranguense" Various artists (Disa)
- "100% Duranguense" Various artists (Disa)
- "El Movimiento De Hip Hop En Espanol" Various artists (Univision/UG)
- "Los 20 Sencillos Del Ano Y Sus Videos" Various artists (Disa)

## AlbumLatin Jazzde l'année
- "Cositas Buenas" Paco de Lucía (Blue Thumb/GRP)
- "Cantos De Agua Dulce" Marta Gómez (Chesky)
- "Land Of The Sun" Charlie Haden With Gonzalo Rubalcaba (Verve/VG)
- "Sin Palabras (Without Words)" Nestor Torres (Heads Up)

## Titre Latin Dance de l'année
- "Not In Love/No Es Amor (Club Remixes)" Enrique Iglesias (Interscope/Universal Latino)
- "Musica De Amor (Masters at Work Remix)" The Latin Project (Electric Monkey)
- "Don't Look Back (Norty Cotto & Jason Nevins Remixes)" Thalía (EMI Latin/Virgin)
- "Como Tu (Paul Oakenfold & Robbie Rivera Remixes)" Carlos Vives (EMI Latin)

## Album Latinrap/hip-hopde l'année
- "KOMP 104.9 Radio Compa" Akwid (Univision/UG)
- "Puro Escandalo" Crooked Stilo (Fonovisa/UG)
- "Esperanza" Jae-P (Univision/UG)
- "Nuestro Turno" K1 (Ole)

## Maison de disques de l'année
- Ser-Ca, BMI
- Sony/ATV Discos, ASCAP
- Universal Musica, ASCAP
- WB, ASCAP

## Major de l'année
- EMI Music Publishing
- Sony/ATV Music Publishing
- Universal Music Publishing
- Warner/Chappell Music Publishing

## Titre Radio de l'année, masculin
- "Miedo" Pepe Aguilar (Sony Discos/EMI Latin)
- "Cuidarte El Alma" Chayanne (Sony Discos)
- "Tu De Que Vas" Franco De Vita (Sony Discos)
- "Nada Valgo Sin Tu Amor" Juanes (Surco/Universal Latino)

## Titre Radio de l'année, Féminin
- "Vivo Y Muero En Tu Piel" Jennifer Pena (Univision)
- "Te Quise Tanto" Paulina Rubio (Universal Latino)
- "Algo Tienes" Paulina Rubio (Universal Latino)
- "Andar Conmigo" Julieta Venegas (Ariola/BMG Latin)

## Titre Radio de l'année, Duo ou Groupe
- "Son De Amores" Andy y Lucas (Ariola/BMG Latin)
- "Si La Ves" Franco De Vita With Sin Bandera (Sony Discos)
- "Que Lloro" Sin Bandera (Sony Discos)
- "Duele El Amor" Aleks Syntek With Ana Torroja (EMI Latin)

## Titre Radio de l'année, Révélation
- "Son De Amores" Andy y Lucas (Ariola/BMG Latin)
- "No Me Quiero Enamorar" Kalimba (Sony Discos)
- "Aunque No Te Pueda Ver" Alex Ubago (Warner Latina)
- "Andar Conmigo" Julieta Venegas (Ariola/BMG Latin)

## Titre Tropical de l'année, Masculin
- "Valio La Pena" Marc Anthony (Sony Discos)
- "Las Avispas" Juan Luis Guerra (Vene/Universal Latino)
- "Tengo Ganas" Victor Manuelle (Sony Discos)
- "Creo En El Amor" Rey Ruiz (Sony Discos)

## Titre Tropical de l'année, Féminin
- "Ella Tiene Fuego" Celia Cruz (Sony Discos)
- "Tu Fotografia" Gloria Estefan (Epic/Sony Discos)
- "Dile" Ivy Queen (Perfect Image)
- "Vivo Y Muero En Tu Piel (salsa version)" Jennifer Pena (Univision)

## Titre Tropical de l'année, Duo ou Groupe
- "Perdidos" Monchy & Alexandra (J&N)
- "Ya No Queda Nada" Tito Nieves Feat. La India, Nicky Jam & K-Mil (SGZ)
- "La Sospecha" Son De Cali (Univision)
- "Si Tu Estuvieras" Los Toros Band (Universal Latino)

## Titre Tropical de l'année, Révélation
- "Intro Los 12 Discipulos" Eddie Dee (Diamond)
- "Ven Tu" Domenic Marte (J&N)
- "Quitemonos La Ropa" NG2 (Sony Discos)
- "Navegandote" N'Klabe (NU)

## Titre Mexicain de l'année, masculin
- "La Primera Con Agua" Vicente Fernandez (Sony Discos)
- "Pero Que Tal Si Te Compro" Lupillo Rivera (Univision)
- "Nadie Es Eterno" Adan Chalino Sanchez (Moon/Costarola/Sony Discos)
- "Mas Que Tu Amigo" Marco Antonio Solís (Fonovisa)

## Titre Mexicain de l'année,  Groupe masculin
- "Esta Llorando Mi Corazon" Beto Y Sus Canarios (Disa)
- "Como Pude Enamorarme De Ti" Patrulla 81 (Disa)
- "Ojala Que Te Mueras" Pesado (WEAMex/Warner Latina)
- "Hazme Olvidarla" Conjunto Primavera (Fonovisa)

## Titre mexicain radio de l'année, féminin
- "Dos Locos" Los Horoscopos De Durango (Procan/Disa) '
- "A Manos Llenas" Isabela (Disa)
- "Vivo Y Muero En Tu Piel (cumbia nortena version)" Jennifer Pena (Univision)
- "Soy Tu Mujer" Alicia Villarreal (Universal Latino)

## Titre mexicain radio de l'année, Révélation
- "La Milpa" Los Astros De Durango (RCA/BMG Latin)
- "El Za Za Za" (Mesa Que Mas Aplauda) Grupo Climax (Musart/Balboa)
- "Dos Locos" Los Horoscopos De Durango (Procan/Disa)
- "A Manos Llenas" Isabela (Disa)

## Album Christian/Gospelde l'année
- "Para Ti" Juan Luis Guerra (Vene/Universal Latino)
- "Fernando Ortega" Fernando Ortega (Curb/Word-Curb)
- "Recordando Otra Vez" Marcos Witt (Sony Discos)
- "Tiempo De Navidad" Marcos Witt (Sony Discos)

## Tournée de l'année
- Vicente Fernandez (Sony Discos)
- Juan Gabriel (Ariola/BMG Latin)
- Alejandro Sanz (Warner Latina)
- Joan Sebastian (Musart/Balboa)

## AlbumReggaetónde l'année: (nouveau prix)
- "Barrio Fino" Daddy Yankee (El Cartel/VI Music)
- "The Last Don: Live Vol. 1" Don Omar (VI Music)
- "Diva Platinum Edition" Ivy Queen (Perfect Image/Universal Latino)
- "La Trayectoria" Luny Tunes (Mas Flow/Universal Latino)

## Labels
- Balboa
- BMG Latin
- Disa
- EMI Latin
- Fonovisa
- J&N
- Sony Discos
- Universal Latino
- Univision Music Group
- VI Music